# Prietrž
Prietrž (Hongaars: Nagypetrős) is een Slowaakse gemeente in de regio Trnava, en maakt deel uit van het district Senica.
Prietrž telt 729 inwoners.

## Foto's

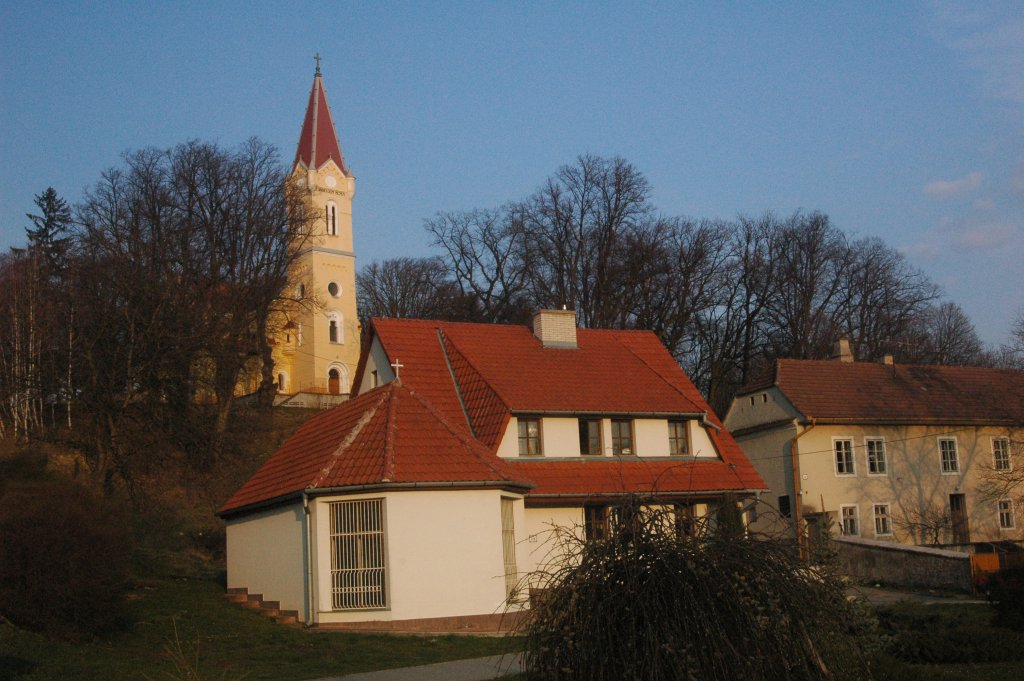
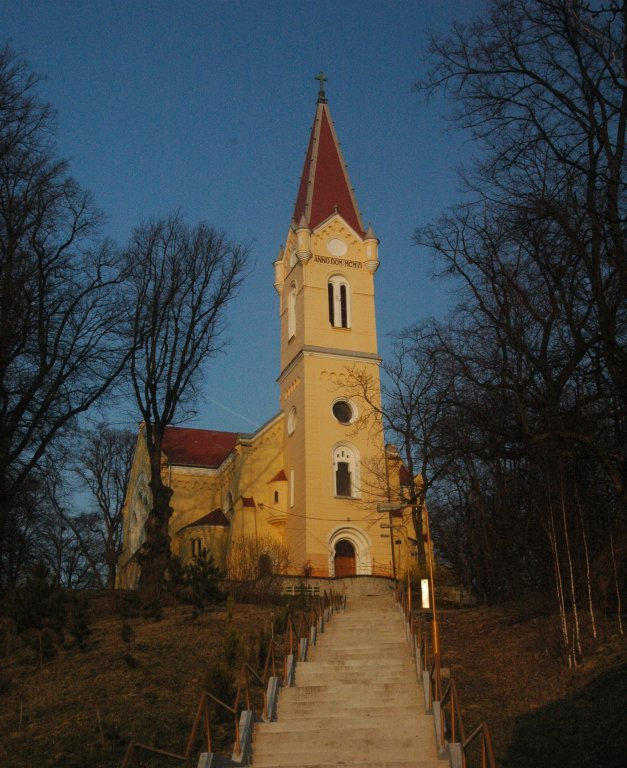